# カステッリーナ・マリッティマ
カステッリーナ・マリッティマ（伊: Castellina Marittima）は、イタリア共和国トスカーナ州ピサ県にある、人口約1,800人の基礎自治体（コムーネ）。

## 地理

### 位置・広がり

#### 隣接コムーネ
隣接するコムーネは以下の通り。括弧内のLIはリヴォルノ県所属を示す。
- チェーチナ (LI)
- キャンニ
- リパルベッラ
- ロジニャーノ・マリッティモ (LI)
- サンタ・ルーチェ

## 行政

### 分離集落
カステッリーナ・マリッティマには、以下の分離集落（フラツィオーネ）がある。
- Le Badie, Malandrone, Terriccio